# HomePod
HomePod – inteligentny głośnik, opracowany przez firmę Apple Inc.
Ogłoszony 5 czerwca 2017 roku, na konferencji Worldwide Developers Conference. Początkowo planowany na grudzień 2017 rok, jednak data premiery się opóźniła. Apple w końcu zaczęło przyjmować zamówienia przedpremierowe 26 stycznia i faktyczny start sprzedaży odbył się 9 lutego 2018 roku. Pierwotnie został wydany w Australii, Wielkiej Brytanii i Stanach Zjednoczonych.
HomePod został przygotowany do współdziałania z innymi urządzeniami Apple takimi jak iPhone czy Mac. HomePod został zaprojektowany, by „wydobyć to, co najlepsze z Apple Music” – zgodnie z tym, co napisali specjaliści od marketingu Apple. HomePod wykorzystuje technologię kształtowania wiązki i posiada 8 głośników. Jest on dostępny w dwóch kolorach: biały i gwiezdna szarość.